# Safvet Pacha
Mehmed Esad Safvet Pacha (en turc : Mehmed Esad Safvet Paşa), plus connu sous le nom de Safvet Pacha ou Saffet Pacha, né en 1814 à Constantinople et mort en 1883 dans cette même ville est un homme d'État et diplomate ottoman.
Il occupe plusieurs fonctions de ministre jusqu'à être Grand vizir de l'empire en 1878 sous le règne du calife Abdülhamid II. Resté célèbre pour son rôle de diplomate et sa francophilie, il marque de son empreinte la politique de l'empire à la fin du XIXe siècle.

## Biographie

### Origines
Safvet Pacha est d'origine turque.

### Carrière politique et diplomatique

#### Ministre du Commerce
En 1863, Safvet Pacha est nommé ministre du Commerce et de l'Agriculture.

#### Ambassadeur
De 1864 à 1866, il est l'ambassadeur de l'Empire ottoman en France.

#### Ministre de l'instruction publique
Au mois de 1868 au mois d'avril 1870, Safvet Pacha occupe la fonction de ministre de l'instruction publique,,.
En 1869, Safvet Pacha mène une importante réforme de l'enseignement dans l'empire ottoman au moyen de la loi sur l'instruction publique. Ce texte prévoit notamment la création de lycées impériaux (Mektebi Sultani).
Francophone, il participe à la fondation du lycée impérial franco-turc de Galatasaray à Constantinople, dont il devient le directeur.

#### Affaires étrangères et Grand vizirat
En mars 1876, Safvet Pacha devient le ministre des affaires étrangères jusqu'à sa nomination en tant que Grand vizir en 1878. Le 4 décembre 1878, il est limogé par le sultan Abdülhamid II et remplacé par Kheireddine Pacha.

## Décès et sépulture

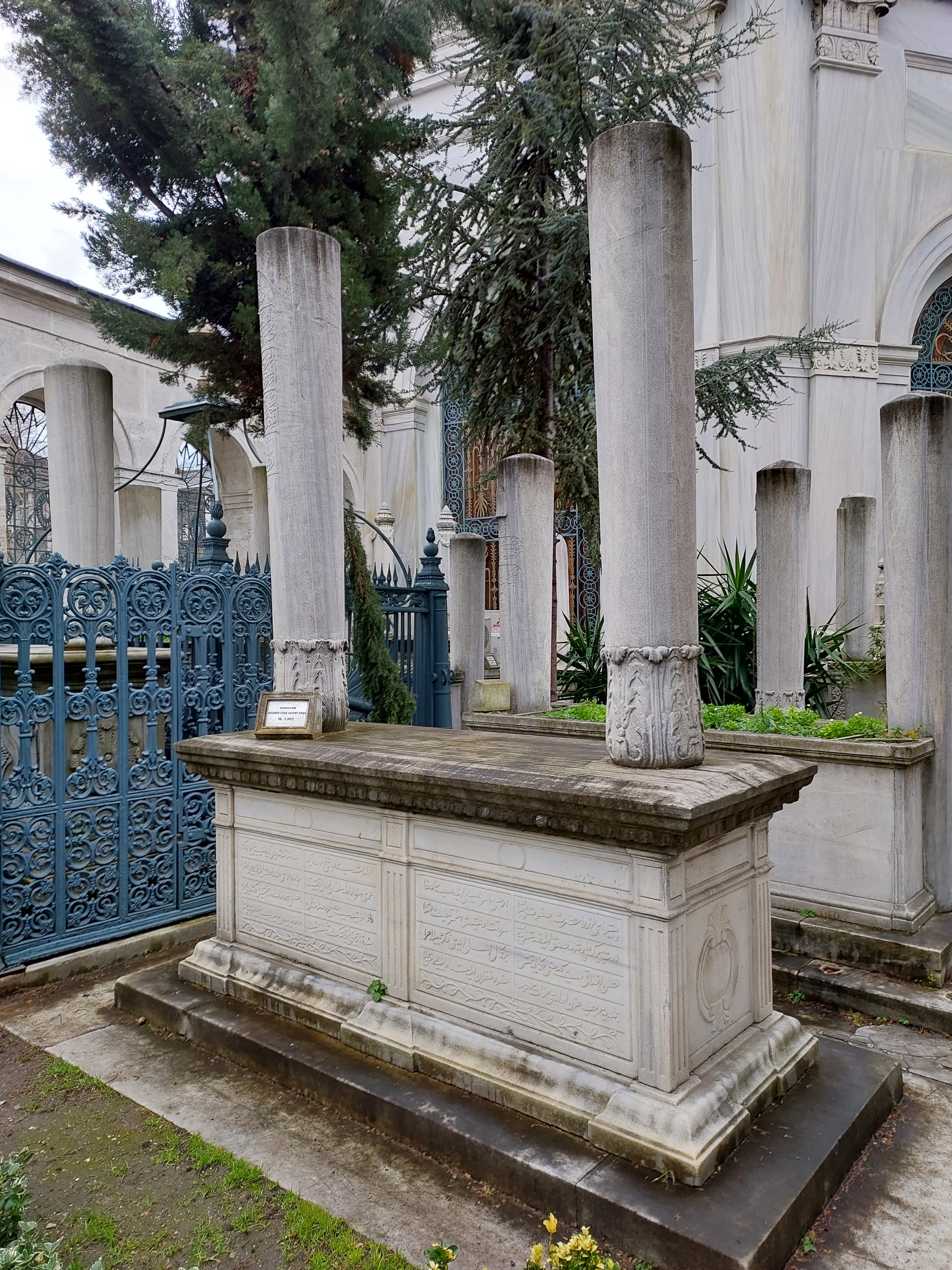
Tombe de Safvet Pacha dans le turbe de Mahmoud II à Istanbul.

Safvet Pacha meurt en 1883. Il est enterré dans la cour du turbe de Mahmoud II à Constantinople dans le district de Fatih.

## Domicile
La maison de Safvet Pacha est située au bord du Bosphore. C'est dans cette maison qu'est signé, le 3 mars 1878, le traité de San Stefano avec la Russie.